# Bazargebäude

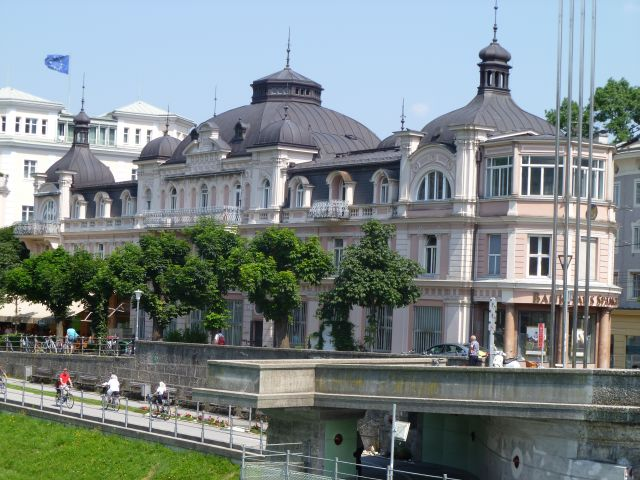
Bazargebäude Gesamtansicht

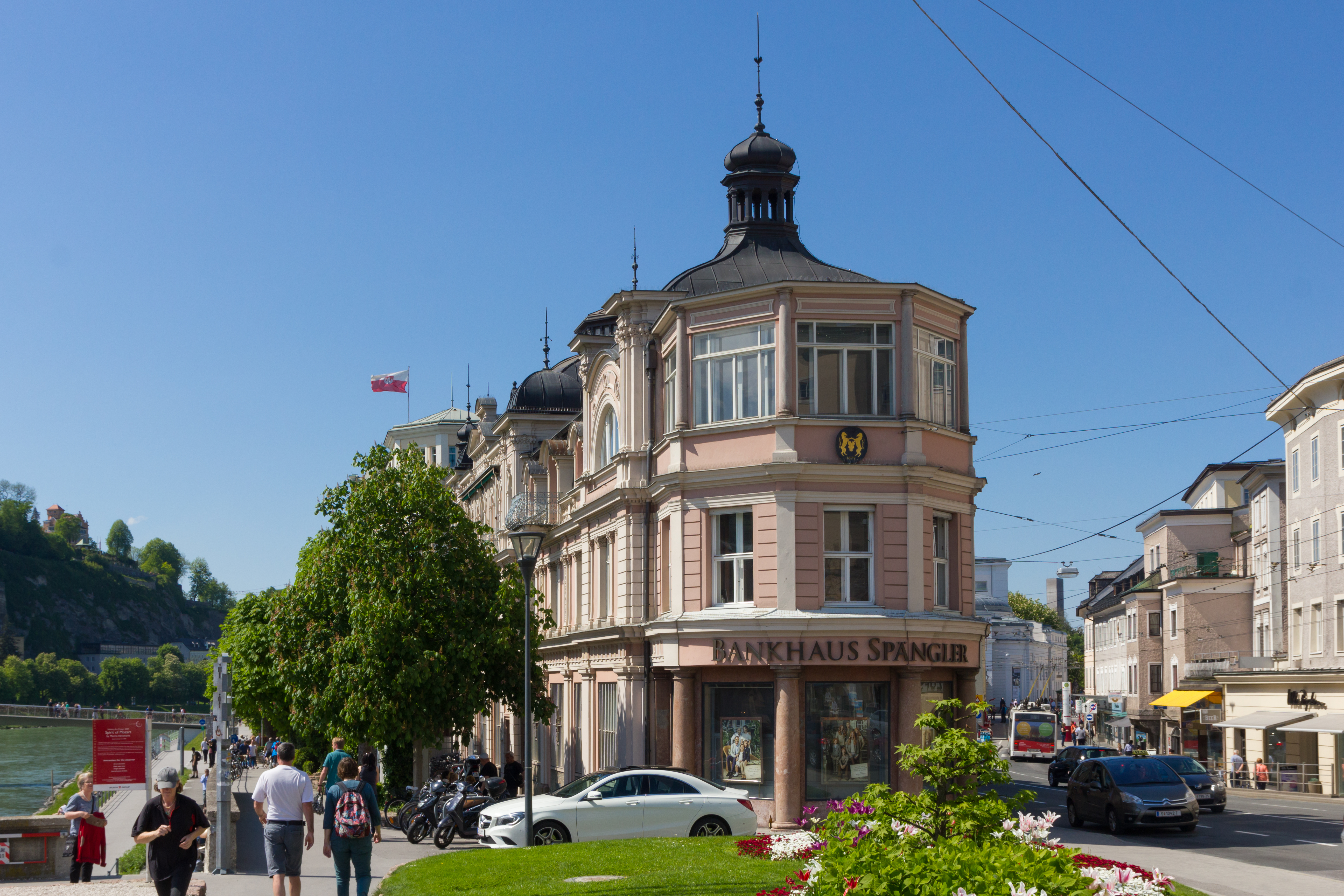
Bazargebäude von der Staatsbrücke aus gesehen

Das Bazargebäude ist ein 1882 fertiggestelltes Bauwerk in der Stadt Salzburg auf der rechten Seite der Salzach im Bereich der Altstadt. In dem Gebäude mit ehemals zahlreichen Läden sind heute das Café Bazar und das Bankhaus Spängler, das älteste Bankhaus Österreichs, untergebracht.

## Baugeschichte
Der zweigeschoßige Baukörper mit neobarocker Gliederung und Mansarddach wurde 1881 von Valentin und Jakob Ceconi mit Keller, Erdgeschoß und Mezzanin geplant und Mitte 1882 fertiggestellt. Das Gebäude ist acht Meter hoch und mit Balustraden versehen. Früher beherbergte es verschiedenste kleinere Geschäfte, daher die Bezeichnung Bazar. Zwischen 1904 und 1906 ließen die damaligen Eigentümer A. Baldi und Josef Musch die bereits seit 1902 geplante Aufstockung um ein Mansardengeschoß und weitere Adaptierungsarbeiten durch die Baufirma Ceconi vornehmen. Der Plan dazu wurde von Jakob Ceconi unterzeichnet, stammt aber aller Wahrscheinlichkeit nach von Karl Pirich, der für die Baufirma Ceconi tätig war. Damals wurde auch die heute für das Haus typische Dachlandschaft (mit einer großen Mittelkuppe, mehreren kleineren Kuppeln mit Laternen, Fenstern und Zierrat) geschaffen.
Das Bazargebäude erlebte durch den Einzug des Bankhauses Spängler und die Erweiterung des Cafés Bazar einen Wandel von einem kleinstrukturierten Geschäftsgebäude zu den repräsentativen Firmensitzen zweier Salzburger Traditionsbetriebe.